# Piove (ciao ciao bambina)
Piove (ciao ciao bambina) è un brano musicale del cantautore italiano Domenico Modugno, pubblicato nel gennaio del 1959 nel 45 giri Piove (ciao ciao bambina)/Ventu d'estati.
La canzone vinse il Festival di Sanremo 1959, rimase in vetta alla hit parade italiana per sei settimane e nei Paesi Bassi per ben nove settimane e nelle Fiandre in Belgio per due settimane divenendo così una delle più note del cantante.

## Storia e significato
Dopo il successo di Volare negli Stati Uniti d'America, dove era rimasta in testa alla hit parade per ben tredici settimane, Modugno fece una tournée in Nord e Sud America.
Nel dicembre del 1958, tornato in Italia, cercò di coinvolgere Migliacci nella scrittura di una nuova canzone, di cui aveva annotato alcuni versi. Modugno, mentre attendeva un treno alla stazione di Pittsburgh in Pennsylvania, aveva assistito all'abbraccio d'addio di due fidanzati sotto la pioggia, e aveva annotato questi versi: «Ciao ciao bambina, un bacio ancora / e poi per sempre ti perderò; / vorrei trovare parole nuove / ma piove, piove sul nostro amor», da proporre a Franco Migliacci.
Poiché il paroliere fece chiaramente capire di non essere interessato, Modugno allora coinvolse Dino Verde, con cui aveva già collaborato nella scrittura di Resta cu'mme, il quale compose il testo della canzone.
La canzone vinse il Festival di Sanremo 1959 e sempre nello stesso anno fu presentata da Joe Sentieri a Canzonissima, conquistando la vittoria.

## Musicisti
- Mario Migliardi (organo Hammond)
- Orchestra diretta da William Galassini

## Altre versioni
Del brano furono realizzate numerose cover sia in italiano ma anche in altre lingue.
In inglese: Chiow chiow bambeena, in tedesco Tschau tschau bambina.

### In italiano
- Aurelio Fierro (durium, U.20046) per la compilation Weekend in Rome (durium, TLU.97022).
- Nunzio Gallo nella compilation Sanremo best songs (Angel Records, HW 1087) pubblicata in Giappone.
- Fred Buscaglione nelle compilation Tutto Buscaglione (ElleU Multimedia, 2000) e Noi duri (Nuova Canaria, 2016)
- Willy Alberti nel 1959 incise il brano in un singolo (Philips, 422 358 PE), inserito nel suo album Marina (Epic, LN 3662).
- Caterina Valente nel 1959 incise il brano, inserito nel suo album Rendezvous international (Decca, BLK 16150-P) per la Germania e Sudafrica.
- Buddy Greco, nel 1964 incise il brano, cantando sia in italiano sia in inglese, per il suo album My last night in Rome (Epic, BN 26088) per il Canada e gli Stati Uniti d'America.
- Paul Austin Kelly e 101 Strings nell'album Italian hits (Somerset Records, S7-123).
- Michael Jr. nel 2002 incise il brano, inserito nel suo album Amare è la vita (Universal Records, 016 426-2) per il Belgio.

### La versione in tedesco
- Caterina Valente singolo del 1959 (Decca, F 18935) per l'album Continental favorites (London Records, TW 91198)
- Die Flippers nell'album del 1996 Liebe ist...mein erster gedanke (Ariola, 74321 33897 2)

### La versione in francese
- Nel 1959, Dalida aveva registrato la canzone in francese (testo di Jacques Larue),[3] con il titolo Ciao, ciao Bambina, oltre che in tedesco con il titolo Tschau, tschau Bambina.[4]

### La versione in spagnolo
- 1959 - Nunzio Gallo con il titolo Llueve testo di Luis Gómez Escolar ed Ignacio Ballesteros, inserita nell'album Festival de San Remo 1959 (Odeon, LDM-8111), distribuito in Argentina.
- 1959 - Fernando Albuerne con il titolo Llueve testo di Luis Gómez Escolar ed Ignacio Ballesteros, inserita nell'album Cuando calienta el sol (Panart, LP-3103), distribuito negli Stati Uniti d'America.
- 1981 - Bertín Osborne con il titolo Llueve testo di Luis Gómez Escolar ed Ignacio Ballesteros, orchestra diretta da Danilo Vaona (Hispavox, 45-2041), inserita nell'album Amor mediterráneo (Hispavox, S 60.573), distribuito in Spagna, Messico e Venezuela.

### La versione in danese
- 1959 - Gustav Winckler incide la versione in danese lasciando il titolo Ciao, ciao bambina (Tono, ST 41083) testo di Peter Mynte, orchestra diretta da George Swenssons, inserita nell'album Gustav Winckler - Vol. 4 (Tono, LPQ 39027) del 1967.

### La versione in finlandese
- 1959 - Leif Wager incide la versione in finlandese in un 45 giri (Blue Master, 45 BLU 553) con testo di Orvokki Itä, per l'album Romanssi (K-Tel, CL-1002) del 1987.
- 1988 - Markku Aro incide la versione in finlandese in un 45 giri (Flamingo, FGS 168) con testo di Orvokki Itä.

### La versione in inglese
- 1965 - Bing Crosby e Rosemary Clooney incidono la versione in inglese inserita nell'album That travelin' two-beat (Capitol Records, T-2300), uscito nel Regno Unito, Stati Uniti d'America, Germania, Canada, Nuova Zelanda, Giappone, Sudafrica ed Australia.
- 1976 - Sylvia incide la versione disco in inglese in un 45 giri (Sonet Publishing, Son 2097) con testo di Parish, inserita nell'album Somebody loves you (Sonet, SNTF 723), uscito nel Regno Unito e l'anno successivo in Spagna (Discophon, S.C. 2315).

### La versione in svedese
- 1959 - Brita Borg incide la versione in svedese in un 45 giri (Knäppupp, KNEP 83) con testo di Gösta Rybrant.

### Versione strumentale
- 1961 - 101 Strings registra la versione strumentale per l'album Italian Hits (Somerset, SF-14600)
- 1973 - Franck Pourcel incise il brano, inserito nell'album omonimo (Music For Pleasure, MFP 5449), pubblicato in Francia, Paesi Bassi e Spagna.
- 1979 - Francis Goya registra la sua versione strumentale per l'album 26 romantische sfeermelodieen (CNR, 875.001/2)
- 1999 - Frédéric François nel 1999 incise il brano, inserito nel suo album Les plus grandes mélodies italiennes (M.B.M. Records, 74321705942) per la Francia, il Belgio e Canada.

- 2016 - Xavier Cugat nel 2016 incise il brano inserito nel suo album Seven classic albums (Real Gone Music Company, RGMCD-235).

## Citazioni
- Il successo Piove è stato citato nei brani L'ultimo bacio di Carmen Consoli e Ragazza magica di Jovanotti. Viene anche cantata dal protagonista Domenico Cantoni nel film Il posto di Ermanno Olmi tornando a casa in periferia dopo aver sostenuto le prove di selezione a un 'posto' di lavoro presso un'azienda di Milano.